# Eclissi solare del 14 dicembre 2001
L'eclissi solare del 14 dicembre 2001 è un evento astronomico che ha avuto luogo il suddetto giorno attorno alle ore 20:53 UTC.